# Benzotriazol
Benzotriazolul este un compus organic heterociclic cu formula chimică C6H5N3.

## Structură
Benzotriazolul este alcătuit din două nuclee condensate, unul benzenic și unul triazolic (pentaciclic). Nucleul pentaciclic poate avea tautomerii A și B, dar pot exista și structurile C și D:

## Obținere
O metodă de sintează a benzotriazolului implică reacția dintre o-fenilendiamină, azotit de sodiu și acid acetic. Conversia la acest compus are loc prin intermediul unei reacții de diazotare la nivelul uneia dintre grupele aminice:
Această sinteză poate fi îmbunătățită dacă reacția se face la temperaturi scăzute (5-10 ˚C) și dacă se realizează o iradiere scurtă într-o baie de ultrasunete. Typical batch purity is 98.5% or greater 

## Proprietăți chimice
Bifenilenul și benzina pot fi obținuți din benzotriazol în urma unei reacții de N-aminare realizată cu acid hidroxilamin-O-sulfonic. Produsul principal de reacție este 1-aminobenzotriazolul, care formează benzina în randament aproape cantitativ prin oxidare cu acetat de plumb (IV), iar aceasta dimerizează rapid la bifenilen cu randamente înalte: